# 甘家葳
甘家葳（1998年1月10日—）台灣男子輕中量級拳擊運動員，生於台灣南投縣信義鄉久美部落，具有鄒族、布農族、阿美族、卑南族背景，2022年杭州亞運輕中量級(71公斤級)拳擊銀牌得主，曾參與2024年夏季奧林匹克運動會男子輕中量級拳擊賽事。

## 拳擊生涯

### 2022杭州亞運
代表台灣參與2022年杭州亞洲運動會輕中量級(71公斤級)拳擊賽事，於準決賽擊敗土庫曼選手努爾穆罕默多娃（Bayramdurdy Nurmuhammedov），但因競賽過程中撞破左眼角遭大會醫師認定因左眼過於腫脹，被判定無法出戰決賽，仍創下台灣53年來男子拳擊競技最佳成績，成為亞運男子拳擊輕中量級銀牌得主。

### 2024巴黎奧運
代表台灣2024年夏季奧林匹克運動會男子輕中量級拳擊賽事，於十六強賽事以0:5不敵美國選手奧瑪里·瓊斯。